# Бородин, Андрей Фридрихович
Андре́й Фри́дрихович Бороди́н (род. 24 мая 1967 года, Москва) — российский предприниматель и управленец, бывший президент и совладелец Банка Москвы, находился в международном розыске как особо опасный преступник. Бородину принадлежит ряд российских предприятий по производству алкоголя, управление которыми осуществляет холдинговая компания «Межреспубликанский винзавод». В число этих предприятий входят Московский межреспубликанский винодельческий завод, завод игристых вин «Корнет», Наро-Фоминский ликёро-водочный завод, «Мильстрим — Черноморские вина» (Краснодар), коньячный завод Jenssen (Франция), винодельческие заводы Calarasi Divin (Молдавия), Vinprom Russe (Болгария). Среди марок, принадлежащих этим предприятиям, — водка «Флагман», коньяк «Бастион», шампанское «Надежда», вино «Арбатское» и др.
Вошел в рейтинг журнала Forbes «200 богатейших бизнесменов России 2021», где занял 147 место с состоянием $800 млн.

## Биография
Родился 24 мая 1967 года в Москве. Сын Фридриха Фёдоровича Бородина (1932−1992) — доктора технических наук, лауреата Государственной премии СССР.
В 1991 году окончил Московский финансовый институт по специальности «Международная экономика и финансы».
В 1985—1987 годах служил в погранвойсках СССР, на ОКПП «Выборг» (город Выборг).
С 1991 по 1993 год работал в Германии в «Dresdner Bank AG». В 1994 году был назначен советником мэра и правительства Москвы по финансовым и экономическим вопросам.
В 1995 году стал одним из основателей и президентом Банка Москвы, является также его совладельцем. С 1997 года — председатель Совета директоров ЗАО Инвестиционная Компания «Тройка Диалог». С 2000 года одновременно председатель совета директоров ОАО «Московская страховая компания». Председатель координационного совета руководителей объединений промышленников и предпринимателей Центрального федерального округа, член совета Московского банковского союза.
По итогам II квартала 2008 года вошёл в десятку рейтинга влиятельности российских финансистов журнала «Профиль». В рейтинге высших руководителей — 2010 газеты «Коммерсантъ» занял V место в номинации «Коммерческие банки». По итогам 2010 года занял 95 место в списке журнала Forbes «Богатейшие бизнесмены России — 2011» с состоянием в 1 млрд долларов США.
10 марта 2011 года освобожден от членства в Московском банковском союзе.
5 апреля 2011 года в российских СМИ появилась информация о выезде Андрея Бородина в Англию. Предположительная причина отъезда — возбуждение уголовного дела по факту мошенничества с кредитом, выданным банком ЗАО «Премьер Эстейт». Через несколько дней после этого 20,32 % акций банка, принадлежавшие Андрею Бородину и его первому заместителю Льву Алалуеву, они продали структурам Виталия Юсуфова, сына бывшего министра энергетики России Игоря Юсуфова (при этом, по данным газеты «Ведомости», кредит в сумме $1,1 млрд на покупку акций выдал Юсуфову сам Банк Москвы). Сам Бородин, которому к этому времени были заочно предъявлены обвинения о превышении должностных полномочий, заявил, что эту сделку осуществил с «выкрученными руками», а смену руководства в банке назвал рейдерским захватом. Однако сам Бородин ушел от ответа на вопрос о том, почему, являясь всего лишь наемным менеджером Банка Москвы, он считает, что «у него отняли банк».
В СМИ выдвигалась версия, что на момент ухода Бородина более половины кредитного портфеля банка представляло собой кредиты, выданные компаниям, аффилированным с Бородиным; сам Бородин отказывался комментировать эту информацию.
12 апреля 2011 года решением Тверского суда Москвы отстранен от должности президента Банка Москвы на время следствия по делу о злоупотреблении должностными полномочиями со средствами из городского бюджета на 12,76 млрд рублей, которые Банк Москвы выдал «Премьер-Эстейт». Судья Игорь Алисов удовлетворил ходатайство старшего следователя СК при МВД майора юстиции Дмитрия Писаревского. Решение было признано законным 18 мая 2011 года, когда кассационная коллегия Московского городского суда отклонила жалобу защитника Бородина — адвоката Михаила Доломанова.
4 мая 2011 года Бородин был объявлен в международный розыск.
В феврале 2012 года Бородину и бывшему вице-президенту ОАО «Банк Москвы» Дмитрию Акулинину предъявлено обвинение в хищении более 6,7 млрд рублей, которые были перечислены «Банком Москвы» на счета подконтрольных им офшоров и не возвращены обратно.
В марте 2012 года Следственный комитет заявил о привлечении Бородина и Акулинина в качестве обвиняемых по уголовному делу. «В результате проведенных с ценными бумагами операций с октября 2010 по март 2011 года контроль над ОАО „Столичная страховая группа“ перешел к оффшорной компании, что повлекло причинение „Банку Москвы“ и его аффилированным лицам имущественного ущерба на сумму не менее 1 708 635 380 рублей».
3 мая 2012 года появились сведения, что в ответ на запрос Бородина и Акулинина о предоставлении им политического убежища в Великобритании они получили отказ.
14 мая 2012 года счета Андрея Бородина в Швейцарии были арестованы и по информации источника, близкого к Банку Москвы, речь идет о сумме более $300 млн.
5 августа 2012 года стало известно, что Андрей Бородин купил самый дорогой особняк Великобритании, который когда-то принадлежал принцу Уэльскому, за 219 млн долларов США. Сам Бородин эту информацию ни подтвердил, ни опроверг. (англ.)
В октябре 2012 года российские следственные органы заморозили 400 млн долларов США, принадлежащих Бородину, на счетах банков в Швейцарии, Бельгии, Люксембурге, а также арестовали его акции «Банка Москвы». Банк Москвы заявил о подготовке для правоохранительных органов материалов для новых обвинений Бородина в хищении более 85 млрд рублей.
В Эстонии местные правоохранительные органы возбудили уголовное дело в отношении Бородина, предположительно по материалам российского следствия, а Багамы объявили о начале уголовного предследования экс-банкира в связи с «отмыванием средств, полученных незаконным путём».
Находился в международном розыске. Был включен в «красный циркуляр» генерального секретариата Интерпола как особо опасный преступник до мая 2016.
В феврале 2013 получил политическое убежище в Великобритании.
В 2020 году Мещанский районный суд Москвы вынес заочный приговор — 14 лет колонии общего режима и штраф в 2,5 млн рублей. Бородин признан виновным в хищении более 14,5 млрд рублей. Других участников хищений приговорили к длительным срокам и штрафам, Акулина — к 12 годам заключения и штрафу в 2 млн рублей, Сытникова — к семи годам и штрафу в 800 000 рублей, а для Дмитрия Строганова и Бориса Шемякина наказание — шесть лет и 500 000 рублей штрафа.

## Связи с экс-мэром Москвы Юрием Лужковым
Существует две версии того, как Андрей Бородин попал в команду к бывшему мэру Москвы Юрию Лужкову и впоследствии возглавил Банк Москвы.
Согласно одной из них, дядя Бородина дружил с влиятельным чиновником в МВД, генерал-лейтенантом милиции Андреем Вереиным. После смерти дяди его сестра, мама Бородина, обратилась именно к Вереину с просьбой устроить сына на работу в мэрию Москвы.

По версии самого Андрея Бородина, их с Юрием Лужковым познакомил Лев Алалуев, который работал с будущим столичным мэром в Минхимпроме СССР и был его близким другом.
Бородин произвел впечатление на Лужкова, проведя оценку стоимости контрольного пакета мэрии в совместном предприятии «Москва-McDonald's». В 1996 году мэрия продала McDonald’s 31 процент акций, выручив за них 30 миллионов долларов, в 10 раз больше первоначально ожидаемой прибыли.
Бородина причисляли к ближайшему кругу Юрия Лужкова, у молодого советника был прямой доступ к мэру. Бородин был для мэра «священной коровой».
В 1995 году по решению Юрия Лужкова создается Банк Москвы, председателем правления которого назначается Андрей Бородин. Через год он становится президентом банка.
Сам Банк Москвы во времена Лужкова называли «кошельком» московской мэрии, поскольку все финансовые операции она проводила через него.
После того, как в Банке Москвы в 2011 году была выявлена дыра из 366 млрд рублей проблемных кредитов, в СМИ звучало мнение, что до такого состояния банк не мог дойти без ведома экс-мэра Юрия Лужкова.

## Владение Банком Москвы
На момент покупки Банка Москвы банком ВТБ, Андрей Бородин и его первый заместитель Лев Алалуев владели более 20 % акций, которые позже продали Виталию Юсуфову.
Некоторые российские СМИ задавались вопросом, каким образом наёмный менеджер государственного, а именно городского, банка смог заполучить пакет таких размеров.
Согласно отчётности Банка Москвы, доля Бородина до 2006 года составляла менее 1 процента. Уже 10 февраля 2009 года стало известно, что президент Андрей Бородин и член совета директоров Лев Алалуев увеличили свою совокупную долю в компании с 16,6 процента до 23 процентов.
С учетом капитализации Банка Москвы в 2009 году 6,4 процента акций могли обойтись им примерно в 10 миллиардов рублей.
За 2006—2009 годы сумма вознаграждений всем членам правления Банка Москвы, включая самого Бородина, составила 2,5 миллиарда рублей.
В период с 2006 по 2009 год с учетом капитализации Банка Москвы в эти годы Бородин заплатил за свой пакет акций не менее 500 миллионов долларов США личных средств. Однако высказывались версии, что источником финансов для покупки акций могли быть льготные кредиты самого Банка Москвы. В пользу этого утверждения говорит история покупки Виталием Юсуфовым доли Бородина на деньги, выданные ему в кредит Банком Москвы и самим Бородиным — 1,1 млрд долларов.

## Обвинения в хищениях и злоупотреблениях
В феврале 2011 года ВТБ приобрёл принадлежавший правительству Москвы пакет в 46,48 % Банка Москвы, а также 25 % плюс 1 акция Столичной страховой группы, владеющей 17,32 % акций Банка Москвы. Общая сумма сделки составила 103 млрд руб. В декабре 2011 года заммэра Москвы Андрей Шаронов заявил, что из это суммы порядка 100 млрд рублей уже поступили в бюджет, а оставшиеся средства поступят до конца года.

После приобретения банка стало ясно, что в его балансе существует огромная «дыра» из порядка 366 млрд рублей проблемных кредитов. По информации Агентства по страхованию вкладов, основная часть — почти 220 млрд руб. — приходится на компании, аффилированные с Бородиным (сам он это признавал), ещё около 80 млрд руб. — на технические российские компании, в простонародье — «помойки», а ещё 60 млрд руб. — на офшоры. Также эта информация была подтверждена проверкой Счётной палаты РФ..
Позже стало известно, что им обоим было предъявлено обвинение в злоупотреблении полномочиями.
21 апреля собрание акционеров Банка Москвы официально прекратило полномочия Бородина и избрало новым президентом банка Михаила Кузовлева.
Новое руководство Банка Москвы, подробнее изучив состояние дел в банке, обнародовало схему, по которой выводились средства. В банке существовало две части. Первая — это весь муниципальный бизнес, федеральная сеть, транзакционные и розничные продукты. Второй частью был так называемый департамент инвестиционных активов, в котором были выявлены фальсификации документов. Руководил департаментом вице-президент Банка Москвы Дмитрий Акулинин. Именно через это подразделение банка были выданы все проблемные 366 млрд рублей кредитов в обход всех процедур. Более половины — на компании, аффилированные с Андреем Бородиным, и офшоры.
По данным следствия, кредиты выдавались кипрским офшорным компаниям, имеющим расчетные счета в одном местном банке — Marfin Popular Bank Public Co Ltd, причем по низкой процентной ставке — не более 9 % годовых. Все документы подписаны Дмитрием Акулининым, однако следствие уверено, что без ведома Андрея Бородина ничего не происходило. Предполагается, что свою визу банкир ставил оригинальным способом — рисовал кружок, внутри которого ставил крестик, тем не менее подпись его не была крестиком.
В марте 2013 года международные аудиторы из компании «Делойт и Туш СНГ» подтвердили нарушения бывшего топ-менеджмента «Банка Москвы» в период с января 2007 года по март 2011 года. Аудиторы обнаружили, что по всем кредитным договорам этого периода отсутствуют заключения управления кредитных рисков банка, что указывает на отсутствие анализа финансового состояния заемщика со стороны этого департамента. Кроме того, выявлены случаи, когда залоги не оценивались по их рыночной стоимости. Выводы международной аудиторской компании совпали с результатами проверки Банка России, проведенной в марте-июле 2011.
11 ноября 2013 года на сайте МВД России появилась информация о том, что Следственный департамент МВД РФ возбудил новое уголовное дело в отношении бывших руководителей ОАО «Банк Москвы» Андрея Бородина и Дмитрия Акулинина, которым инкриминируется совершение преступления, предусмотренного ч. 4 ст. 174.1 («Легализация (отмывание) денежных средств, приобретённых в результате совершения преступления») Уголовного кодекса Российской Федерации.

## Семья
Женат на бывшей модели Татьяне Корсаковой. 
Ранее был женат на Татьяне Ющенко (Репиной), от брака сыновья Николай (1999 год) и Андрей (2002 год).

## Общественная и политическая деятельность
- Вице-президент Ассоциации российских банков.
- Член Совета Московского банковского союза.
- Член биржевого совета Московской Фондовой биржи.
- Председатель Координационного совета Российского союза промышленников и предпринимателей по Центральному федеральному округу.
- Член Попечительского Совета ЦНЦ «Православная энциклопедия».
- Член Попечительского Совета Финансовой академии при Правительстве Российской Федерации.
- Член Попечительского Совета проекта Центра Национальной Славы «Служение Отечеству: события и имена».

## Награды
- Орден Дружбы (2007)[50]
- Медаль ордена «За заслуги перед Отечеством» II степени (1997)[51]
- Медаль «В память 850-летия г. Москвы»
- Медаль Министерства обороны Российской Федерации «Адмирал Кузнецов»
- Орден Святого благоверного князя Даниила Московского III степени
- Ордена Преподобного Сергия Радонежского II и III степени